# Pavlóvskoe (Abjasia)
Pavlóvskoe (en georgiano: პავლოვსკოე) o Gualdza (en abjasio: Гәалӡа) es una aldea que pertenece a la parcialmente reconocida República de Abjasia, parte del distrito de Sujumi, aunque de iure pertenece al municipio de Sojumi de la República Autónoma de Abjasia de Georgia.

## Geografía
Pavlóvskoe se encuentra en las estribaciones montañosas de Abjasia, en el valle del río Besleti, a 17 km de Sujumi. Las aldea se administra desde el pueblo de Odishi.  

## Demografía
La evolución demográfica de Pavlóvskoe entre 1959 y 1989 fue la siguiente:
| 875                                                 | 763 |
| (Fuente: Population of Abkhazia since Soviet times) |     |

Antes de la guerra de Abjasia, la mayoría de la población local eran georgianos y también había minorías de griegos.